# Stade Raymond-Kopa
Stade Raymond-Kopa albo stade Jean-Bouin 1968-2017 – stadion piłkarski w Angers, we Francji. Został otwarty w 1912 roku. Obiekt może pomieścić 16 500 widzów. Swoje spotkania rozgrywają na nim piłkarze klubu Angers SCO.